# Phúc Trạch, Hương Khê
Phúc Trạch là một xã thuộc huyện Hương Khê, tỉnh Hà Tĩnh, Việt Nam.
Xã Phúc Trạch có diện tích 38,16 km², dân số năm 1999 là 5550 người, mật độ dân số đạt 145 người/km².

## Tôn giáo
Công giáo: Giáo họ Hạ Vàng, Thuộc Giáo xứ Tân Hội

## Giao thông
Xã có tuyến đường Quốc lộ 15 và đường Hồ Chí Minh đi qua, ngoài ra về đường sắt có tuyến đường sắt Bắc Nam đi qua. Xã có ga Phúc Trạch (Lý trình 396 +180).

## Lịch sử
- Trước năm 1945 làng Phúc Trạch thuộc tổng Phúc Lộc,
- Từ 1946 đến 1954 Hương Khê bỏ đơn vị tổng thành lập 15 xã, làng Phúc Trạch là xóm 4 thuộc xã Hương Lĩnh. Hương Lĩnh là một xã lớn, bao gồm La Khê, Phúc Hội, Phúc Trạch, Can Hợi, Đô Khê, Chúc A, Vĩnh Cư (nay là các xã Hương Trạch, Phúc Trạch, Hương Đô, Hương Lâm, Hương Liên).
- Sau cải cách ruộng đất (từ 1955 đến 1972) làng Phúc Trạch trở thành một xã gọi là xã Hương Lĩnh, bao gồm 7 xóm là Bạch, Hồng, Hoàng, Nam, Đông, Thanh, Huyền.
- Từ năm 1972 đến nay xã Hương Lĩnh nhập với xã Hương Lạc thành xã Phúc Trạch. Làng Phúc Trạch xưa là các xóm 1,2,3,4,5 của xã Phúc Trạch bây giờ.

## Đặc sản
Bưởi Phúc Trạch

## Thông tin thêm
- Bản đồ xã Phúc Trạch Lưu trữ ngày 4 tháng 3 năm 2016 tại Wayback Machine